# 9K121 Vichr
9K121 Vichr (ryska: 9К121 Вихрь (virvel), NATO-rapporteringsnamn AT-16 Scallion) är en rysk pansarvärnsrobot utvecklad för attackhelikoptrar och attackflygplan.
9K121 Vichr är samtida med 9M120 Ataka och har ofta förväxlats med denna. Den mest uppenbara skillnaden är att Vichr är ca en meter längre (både roboten och avfyringstuben).

## Konstruktion
Vichr-roboten är konstruerad för att kunna användas mot både markmål, inklusive stridsvagnar med reaktivt pansar, och luftmål långsammare än 800 km/h. Roboten fjärrstyrs genom att skytten håller kvar målet i siktet efter avfyring, men till skillnad från äldre robotar skickas inga styrdata till roboten via radio eller tråd. I stället följer roboten strålen från en laser som sitter monterad i siktet. Till skillnad från till exempel AGM-114 Hellfire styr roboten inte mot reflektionerna från målet, utan lasersensorn sitter i stället riktad bakåt och försöker hålla roboten centrerad i strålen. Styrsystemet är i stort sett identiskt med det som används i det svenska Robotsystem 70.